# Степниця
Степніца (пол. Stepnica, до 1945 нім. Groß Stepenitz, дав. Stobnica, іст. Stepenitze) — місто в західній Польщі, Голеньовський повіт. Адміністративний центр ґміни Степниця.

## Історія
Старе слов’янське рибальське селище, яке вперше згадується у 13 столітті. У 1739 році село було знищено пожежею, а з 19 століття воно розвивалось як курортне місце біля Щецина. У міжвоєнний період Степниця розвивалася як туристичний центр. Сюди приїжджали жителі Щецина та Голенюва. Тут був пляж, пристань для яхт, приміщення для проживання. Паром "Randow" курсував на західний берег річки Одра, до поліції. Також до Грифіце проходила вузькоколійка.
Під час Другої світової війни село не зазнало значних пошкоджень. Місто було захоплено 7 березня 1945 року Червоною армією і передано польській адміністрації. Того ж дня генерал Поплавський наказав 1-й і 2-й піхотним дивізіонам і 3-й артилерійській бригаді 1-ї польської армії вийти на Лукенцин.
Після Другої світової війни Степниця була включена до складу Польщі. У 1945-1946 роках місто тимчасово називалось Стобніца, нинішня назва була введена розпорядженням міністрів державного управління та відновлених територій від 12 листопада 1946 року. На той час до нього також було включено село Червонак.
У 1973 році було відкрито пам'ятник воїнам 1-ї піхотної дивізії ім. Т. Костюшка, що воював у 1945 р. на узбережжі Щецинської лагуни.
У 1975–1998 роках місто було частиною Щецинського воєводства.
У 1996 році рейси потягів вузькоколійки були припинені, а на початку XXI століття лінію демонтували.
1 січня 2014 року Степниця отримала права міста.

## Пам'ятки
- Костел Св. Яцка (1741)
- Житлові будинки межі ХІХ-ХХ століть
- Таверна  „Standhalle Sak” (1840-і)
- Млин (1910-1919)
- Плебанія костелу (1920-і)

## Цікаві факти
З 1908 по 1967 рр. у Мрозах діяла унікальна лінія кінного трамваю з шириною колії 900 мм. протяжністю 2,5 км. 2007 р. було вирішено відновити лінію. У серпні 2011 р. почалися відбудовчі роботи, а 10 серпня 2012 р. відновлену лінію було урочисто відкрито.